# Барахир
В Толкиновата фантастика Барахир бил човек от Дортонион, наследник на Рода на Беор през Първата епоха, син на Брегор и съпруг на Емелдир, но бил най-известен като бащата на Берен.
 Внимание:  Текстът по-долу разкрива сюжета на произведението (или части от него)!
Барахир се сражавал в Дагор Браголах, в която армиите на врага Моргот победили елфите и хората от северните кралства на Белерианд, включително земята на Барахир Дортонион. Затова, че му спасил живота в битката, Финрод Фелагунд обещал дружба на Барахир и неговите наследници. Като доказателство, Финрод му дал пръстен, станал известен като Пръстена на Барахир, който бил съхраняван от наследниците на Рода на Беор.
След разрухата на кралството си, Барахир останал в Дортонион на Тарн Аелуин заедно с дванадесет спътници. Те били Гилдор, Белегунд, Барагунд, Горлим, Берен, Уртел, Дагнир, Рагнор, Радруин, Даируин, Артад и Хаталдир. Били предадени на Саурон от Горлим Нещастния, който копнеел да види жена си отново. Таиното им убежище било разкрито и хората на Барахир били победени. Само синът му Берен се спасил и доживял велика съдба.
Барахир било още името на третия принц на Итилиен през Четвъртата епоха, внук на Фарамир и Еоуин, който написал Легендата за Арагорн и Аруен.